# 火山噴火の歴史

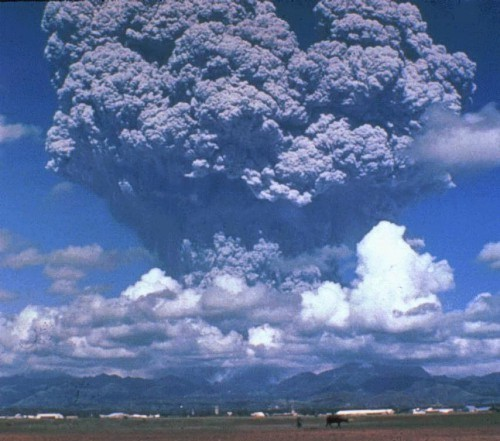
1991年に起きたピナトゥボ山（フィリピン）の大噴火は、20世紀最大級の火山噴火であった。

火山噴火の歴史（かざんふんかのれきし）は、火山の噴火の記録を列挙している。なお、あらかじめ直接的な噴火によらない火山性ガスや土石流などによる被災事例および、特筆すべき点のない噴気活動などは省いた。

## 紀元前
約210,000 - 120,000年前
- 阿寒カルデラ - VEI6以上[資料 1]。

約120,000 - 110,000年前
- 洞爺カルデラ - VEI6以上[資料 1]

約110,000 - 105,000年前
- 阿多カルデラ - 阿多火砕流を噴出したカルデラ火山[2]。VEI6以上[資料 1]。

約90,000 - 85,000年前
- 阿蘇カルデラ - VEI6以上[資料 1]。

約65,000 - 60,000年前
- 箱根カルデラ - VEI6以上[資料 1]。

約74,000年前
- トバ湖 - カルデラを形成。数百万いた人口を1万人程度まで激減させ、ヒトの進化のボトルネックになっている可能性がある[3]。

約45,000 - 40,000年前
- 支笏カルデラ / 倶多楽カルデラ / アトサヌプリ
  - VEI6以上[資料 1]。

約37,000年前
- フレグレイ平野 - ネアンデルタール人の絶滅に関係している可能性がある[3]。

約29,000年前
- 姶良カルデラ - VEI6以上[資料 1]。

約15,000年前
- 十和田カルデラ - 八戸火砕流により直径約11kmの十和田カルデラ（十和田湖）が形成された[資料 2]。VEI6以上[資料 1]。

紀元前6500年-6000年頃（約8500 - 8000年前）
- 萌消カルデラ - 成層火山による火砕流台地[4]。

紀元前5,600年頃（約7,600年前）
- クリル湖 - 完新世最大と言われる噴火により約7kmのカルデラ湖を形成[5][信頼性要検証]。
- 摩周カルデラ - 成層火山形成後にカルデラ形成[6]。VEI6以上[資料 1]。

紀元前5,300年頃（約7,300年前）
- 鬼界カルデラ - VEI6以上[資料 1]。噴出量170km3（過去1万年間に地球上で発生した噴火としては最大規模）、広域テフラ鬼界アカホヤ火山灰を放出[3][7]。

噴火規模は1991年6月3日雲仙普賢岳の約1,000倍、同時期のピナトゥボ山の10 - 15倍と言われており、完新世における地球上最大の噴火。
紀元前4860年（約6,900年前）
- クレーターレイク国立公園 - 近在のマザマ火山にて山腹が大陥没を起こす大噴火が発生、直径8kmのカルデラが形成された[9]。火山灰は最深で20m以上堆積、偏西風に乗り1,200km以上離れた地点まで飛散した[9]。

紀元前1628年（約3,600年前）
- サントリーニ島 - 島の半分が吹き飛ぶ爆発噴火を起こし、南にあったクレタ島で栄えていたミノア文明が打撃を受け衰退の原因となった、という仮説がある。

またこの島の滅亡はアトランティス伝説のモデルではないかとして有名になった
紀元前693年
- エトナ火山 - 記録に残る世界最古の噴火[12]。

## 1世紀 - 10世紀
1年 - 1000年まで。
50±100年
- アンブリム島 - VEI6[13]。

79年
- ヴェスヴィオ - 8月24日の大噴火に伴う翌25日朝の火砕流と土石流によりローマ帝国時代のポンペイが全滅、約2,000人死亡[14][15]。

6世紀前半頃
- 二ツ岳 - 約30年おきに起こった2回の噴火（二ツ岳渋川噴火、二ツ岳伊香保噴火）で二ツ岳の集落を壊滅させる被害[16][資料 3]。

535年? 416年?
- クラカタウ - 噴出量不明、世界各地に異常気象による混乱発生。「535年の大噴火」。ジャワ島の歴史書では噴火を416年としている。ジャワ島西部のカラタン文明の崩壊、およびメキシコのテオティワカン文明の衰退をもたらしたと考えられている[3]。

764年
- 桜島 - 天平宝字8年旧暦12月に島の東岸で噴火。スコリア丘の鍋山を形成し、長崎鼻溶岩流を噴出。『続日本紀』によれば、民家56戸が埋没し、80余人が死亡したという[17][18]。

864年
- 富士山 - 貞観6年5月25日に噴火。貞観大噴火。記録に残る富士山の噴火では、最大規模。大量の溶岩が流出し、青木ヶ原樹海を形成。

874年
- 開聞岳 - 貞観16年3月25日（旧暦3月4日）に噴火。山頂火口に溶岩ドームを形成。『日本三代実録』によれば、降灰で作物が枯れ川は濁り、病死者多数[19]。

887年
- 八ヶ岳 - 仁和3年7月30日に八ヶ岳の山体崩壊が発生。千曲川が堰き止められ、形成された日本最大規模の天然ダムは303日後に決壊、千曲川の洪水で多数の死者発生。山体崩壊が八ヶ岳の水蒸気爆発によるものとする仮説がある[20]。

915年
- 十和田湖 - 噴出量6.5km3。火砕流が周囲20kmを焼き払い、火山灰が東北地方一帯に積もる。湖中より噴火。

『扶桑略記』によれば延喜15年（旧暦7月5日）に天が暗くなり、数日後に出羽国より降灰の連絡が届いたという。

米代川流域には、胡桃館遺跡などこの噴火によるラハールで埋没した平安時代前期の遺跡が残る。噴火とラハールが民衆に伝承されたものが『三湖伝説』であるという。
946年?（969±20年?）
- 白頭山 - 日本の北海道から東北地方にかけて多量の降灰の分布が確認されている[22]。

## 11世紀 - 18世紀
1001年 - 1800年まで。
1108年
- 浅間山 - 天仁大噴火。嘉承3年～天仁元年にかけて噴火が発生。噴出物の量は天明大噴火の2倍以上。VEI5。南北の山麓に追分火砕流が流下し、直後には北側山腹へ上の舞台溶岩が流下した。最近、ジュネーヴ大学の研究チームによるグリーンランドの氷床コアの分析や文献調査から、12世紀初めの北半球の気温が約1℃低下したことや欧州における暗い月食、数年間の異常気象、大雨や冷夏による作物の不作と飢饉の原因が浅間山の噴火であった可能性が指摘されている[23]。

1257年
- サマラス山 - 噴出物は体積で40km3、火山灰や硫酸塩が南極やグリーンランドにも降下した[24]。氷床コアの分析、異常気象の記録などから巨大噴火の存在が推定されていたが、長きにわたり噴出源や噴出量は諸説あり不明とされていた[24]。2013年10月、パリ第1大学の地理学者フランク・ラビーニュと研究チームにより噴出源である火山が特定された[24]。

1410年
- 那須岳 - 応永17年旧暦1月21日、詳細不明ながら死者180名[25][26]。

1471年 - 1476年
- 桜島 - 文明大噴火。文明3年9月12日および1476年（文明8年）9月12日の2回にわたって大噴火を起こし、溶岩流出、死者多数[資料 4][27]。

1586年
- ケルート山 - ラハールにより死者約10,000人[25]。

1596年
- 浅間山 - 慶長元年5月5日、噴石により死者多数[28]。

1600年
- ワイナプチナ - 火山灰噴出量30km3、翌1601年以降のロシアの異常寒波の原因となり1603年までの餓死者200万人[3]。

1631年
- ヴェスヴィオ - 熱雲により死者4,000名[25]。

1640年
- 北海道駒ヶ岳 - 寛永17年7月30日（旧暦6月13日）、山体崩壊に伴う岩屑なだれが内浦湾に流入し、大津波が発生。溺死者700名以上、船舶100余隻に被害[25][資料 5]。VEIは5[29]。

1662年
- 中岳 - 寛文2年2月26日、噴気の突出または爆発[資料 6]。

1663年
- 有珠山 - 寛文3年8月16日。文献記録に残る有珠山最大の噴火。噴煙柱が津軽藩領内からも観察され、爆発に伴う空振が庄内平野でも感じられる。死者5名[資料 5][30]。VEIは5[資料 7]。

1664年
- 硫黄鳥島 - 日時不明、噴火により地震、死者あり[資料 5]。

1669年
- エトナ火山 - 溶岩流を主原因とする被害で死者約10,000人[12]。

1672年
- ムラピ山 - 熱雲により死者3,000名[25][31]。

1694年
- 北海道駒ヶ岳 - VEIが4に達する大噴火[29]。

1701年
- アウ山 - 火砕流により死者3,000名[32]。

1707年
- 富士山 - 宝永地震の49日後に噴火、宝永山を形成。江戸にも数cmの降灰。7億立方メートルに及ぶ火山噴出物[33]により山麓で家屋・耕地被害が発生、餓死者多数[7]。記録上最後の噴火[34]。

1716年
- 新燃岳 - 火砕流により死者5名、負傷者31名、焼失家屋600余棟、山林・田畑・牛馬に被害[資料 5]。

1721年
- 浅間山 - 享保6年6月22日、噴石により登山者15名死亡、重傷者1名[資料 5]。

1739年
- 樽前山 - 元文4年7月、火山カルデラを形成する大噴火で、約30km離れた千歳市で1m近い降灰が確認されている[33]。VEIは5[資料 8]。

1741年
- 渡島大島 - 寛保元年8月29日、山体崩壊に伴う岩屑なだれが大津波を生じさせ、北海道と津軽地方で死者1,467名、家屋791棟流出・破壊。船舶被害1,521隻[33][25][32]。

1760年
- マキアン - 土石流・洪水により死者2,000名[32]。

1764年
- 恵山 - 明和元年7月、噴気により犠牲者多数[資料 5]。

1772年
- パパンダヤン山 - 土石流・洪水により死者2,000名[32]。

1775年
- ガマラマ山 - 火砕流により死者1,300名[32]。

1779年
- 桜島 - 安永8年10月1日、安永大噴火。多量の溶岩を流出し、翌年には海底噴火も発生。長崎や江戸でも降灰があり、死者153名[資料 4][27][資料 5][25][33]。

1781年
- 桜島 - 安永10年3月18日、海中噴火による津波で死者・行方不明者15名[27][資料 5][資料 4]。

1783年
- ラキ火山 - 1億2000万トンの硫黄酸化物を噴出[3]、ヨーロッパの極端な冷夏および飢饉の原因になったとされ、アイスランド全人口の24%、家畜の75%が死亡[35]、アイスランド農作物を全滅、家畜激減により餓死者9,300人[25]。
- 青ヶ島 - 天明3年4月10日、家屋61戸焼失、死者7名[資料 5]。
- 浅間山 - 天明3年8月4日夕刻に火山弾の直撃により1名が即死、これによりパニックが発生し住民が南方面へ避難を開始。
翌5日、火砕流や鬼押出し溶岩の流出に加え、大爆発により大規模な山体崩壊も発生。火砕流、河道閉塞による土石流などにより死者1,443名、流家数957戸。降灰と火山噴出物は噴火以前から発生していた飢饉を更に悪化させる要因となった。

1785年
- 青ヶ島 - 天明5年4月10日、家屋61戸焼失、死者7名[資料 5]。続く4月18日、噴火により島民327名のうち死者130 - 140名、残りは八丈島に避難[資料 5][33][25]。

1790年
- 阿頼度山 - VEI4に達する大噴火を観測[29]。

1791年
- 雲仙岳 - 寛政3年12月、山体崩壊により小浜で死者2名[資料 5]。

1792年
- 普賢岳 - 地獄跡火口から噴火後、北東山腹から噴出量約2,000万m3に達する溶岩を流出[36]。噴火停止後1ヶ月を経過した地震により眉山が山体崩壊[36]、総量0.34km3に及ぶ[36]岩屑なだれが有明海に流入し、大津波が発生。死者約15,000人[37][資料 5][33]で日本最大の被害者数[36]。

## 19世紀
1801年から1900年まで。
1801年
- 鳥海山 - 享和元年8月、噴石により登山者8名死亡[資料 5]。

1813年
- 諏訪之瀬島 - 文化噴火[資料 9]。

1814年
- マヨン山 - 溶岩がカグサワ（英語版）を埋め尽くし死者1,200名以上[38]。

1815年
- タンボラ山 - 噴出物1,700億トン、直径6キロメートルのカルデラを形成。火砕流、津波、疫病、飢饉などにより犠牲者数117,000人[3][25]。

1816年
- 阿蘇山 - 文化13年7月、噴石により死者1名[資料 5]。

1822年
- 有珠山 - 文政5年3月23日、火砕流で山麓の集落が全滅。死者103名、馬1,473頭被害、負傷者多数、集落移転[30][資料 5][33][39]。

VEIは4。
1841年
- 口永良部島 - 天保12年5月23日、噴火により村落焼亡、犠牲者多数[資料 5]。
- ガルングン山 - 火砕流および土石流により死者4,000名以上[32][25]。

1845年
- ネバドデルルイス火山 - 土石流・洪水により死者1,000名[32]。

1846年
- 恵山 - 弘化3年11月18日、噴火で発生した泥流により北東側集落で死傷者多数[資料 5]。

1854年
- 阿蘇山 - 安政元年2月26日、噴火により参拝者3名死亡[資料 5]。

1856年
- 北海道駒ヶ岳 - 安政3年9月25日、大噴火により火砕流発生[29]。噴石により死者2名、火砕流により19ないし27人の犠牲者[資料 5]。VEIは4[29]。
- アウ山 - 火砕流により死者2,806名[32]。

1871年
- ムラピ山 - 噴火により死者1,400名[31]。

1872年
- 阿蘇山 - 明治5年12月30日、噴火により硫黄採集者が数名死亡[資料 5]。

1874年
- 三宅島 - 明治7年7月3日、流出溶岩により家屋45軒が埋没、死者1名[資料 5]。

1883年
- クラカタウ - 8月27日、島が吹き飛ぶ[40]大噴火により噴出した火山灰・岩石・噴煙が上空20,000メートル以上にまで到達、噴火によって発生した津波も含め犠牲者数36,000人以上[41][25]。噴火の爆発音は4,600km離れたインド洋上の島にまで達した[40]。

1886年
- タラウェラ山 - 6月10日0時頃、突然爆発的噴火が発生、2時30分までには3つの山頂すべてが噴火を開始し、3時20分にはロトマハナ湖の湖底が爆発[42]。
湖底の沈殿物で生成されていた観光名所であったピンクテラス、ホワイトテラスは双方とも壊滅し、近隣の村は火砕流に飲み込まれ、100名以上の犠牲者を生んだ[42]。

火山灰噴出量は1.5km3を超え、15,000km2以上の範囲に渡って降り注いだ。1707年富士山の宝永大噴火と同じく、玄武岩質噴火でプリニー式噴火という非常に特異的な噴火。
1888年
- 磐梯山 - 明治21年7月15日、山体崩壊を伴う噴火により土石流が発生、山麓5村11部落が埋没し死者477名、負傷者28名。噴火に際して移動した大量の土砂が融雪期の洪水被害の原因となった[44][45][46][33][25][7][39]。VEIは4[29][資料 5]。
- リッター島 - 火山性津波により死者3,000名[32]。

1892年
- アウ山 - 火砕流などにより死者1,532名[32]。

1893年
- 吾妻山 - 6月、噴火により火口付近調査中の2名死亡[資料 5]。

1895年
- 御鉢 - 明治28年10月16日、噴石により家屋22軒出火、噴火および噴石により4名死亡[資料 5]。

1896年
- 御鉢 - 明治29年3月15日、噴火により登山者1名死亡、負傷者1名[資料 5]。

1897年
- 草津白根山 - 明治30年8月3日、爆発により負傷者1名[資料 5]。

1900年
- 御鉢 - 明治33年2月16日、爆発により死者2名、重傷者3名[資料 5]。
- 安達太良山 - 7月17日、火砕流が火口の硫黄採掘所を直撃[33]、硫黄採掘所全壊により死者72名、負傷者10名、山林耕地被害[資料 5][33]。

## 20世紀

### 1901年 - 1950年まで
1902年
- プレー山 - 5月2日、火砕流により麓のサン・ピエール市が全滅、住民約28,000人が死亡[47][25]。
- 伊豆鳥島 - 明治35年8月7日から9日にかけて噴火。全島民125名死亡[33][資料 5][25]。
- サンタマリア山 - 火砕流・火山性ガス・飢饉により死者4,500名[32]。
- スフリエール山 - 火砕流により死者1,680名[32]。

1904年
- ムラピ山 - 1月、噴火により死者16名[31]。

1910年
- 四十三山 - 明治43年7月25日、降灰により家屋・山林・耕地に被害、翌26日に泥流で死者1名[資料 5][30]。

1911年
- 浅間山

1. 明治44年5月8日、噴石により死者1名、負傷者2名。同年8月15日にも噴石があり、死者2名・重軽傷者数十名[資料 5]。
2. 明治45年5月29日、噴石により登山者1名死亡、負傷者1名[資料 5]。

- タール山 - 火砕流および津波により死者1,335名[32]。

1914年
- 桜島 - 大正3年1月12日、大正大噴火[資料 5]。噴出量2km3[33]。溶岩流は海まで達し、地震・噴火被害は死者58名、負傷者112名、全焼家屋約2,140戸、全半壊315棟。噴出した火山灰・軽石・溶岩の総量は2立方キロメートルと見積もられており、雲仙普賢岳噴火（1991年）の約10倍、富士山の貞観噴火（864年）と宝永噴火（1707年）を合わせた量に匹敵。噴火の音響と火山灰は四国の愛媛県長浜町（現大洲市）まで到達した[48]。VEIは4[29]。

1915年
- 焼岳 - 大正4年6月6日、7月6、16日に水蒸気爆発[資料 10]。VEI2[資料 10]。大正池が生成される[資料 10]。

1919年
- ケルート山 - 土石流・洪水により死者5,110名[32][25]。『ラハール（インドネシア語）』の語源となった事例[49]。

1920年
- ムラピ山 - 10月、噴火により死者35名[31]。

1923年
- 御鉢 - 大正12年7月11日、噴火により死者1名[資料 5]。

1925年
- 西表海底火山 - 大正14年8月頃から翌1926年（大正15年）にかけて、 東北地方沿岸より北海道沿岸にかけて大小多量の軽石が漂着[資料 11]。

1926年
- 十勝岳 - 大正15年5月24日、2回目の大爆発による噴石が火口より2.4kmの硫黄鉱山に1分未満で到達、操業中の作業員25名が死亡、高温の岩屑なだれが融雪型火山泥流（ラハール）となり火口より25kmの富良野原野まで25分で到達し死者119名、負傷者12名。山林・耕地・道路・橋梁・鉄道などに甚大な被害[50][51][33]。VEIは3[29]。

1928年
- 浅間山 - 昭和3年2月23日、噴石により児童負傷[資料 5]。

1929年
- 北海道駒ヶ岳 - 昭和4年6月17日、降下火砕物により家屋全半壊1,915棟、死者2名、負傷者4名、家畜被害136頭、家屋損壊1,915棟[資料 5][7]。噴出量0.5km3で20世紀以降では桜島に次ぐ[33]。VEIは4[29]。

1930年
- 浅間山 - 昭和5年8月20日、火口付近で死者6名[資料 5]。
- ムラピ山 - 大規模噴火により死者1,369名、家屋損壊1,109戸、牛2,140頭の被害[31]。

1931年
- 口永良部島 - 昭和6年4月2日、爆発により土砂崩壊、負傷者2名。山林田畑に被害[資料 5]。
- 浅間山 - 8月20日、噴火により登山者が重症1名、負傷2名[資料 5]。

1932年
- 草津白根山 - 昭和7年10月1日に発生した噴火（M1.8）で発生した火山泥流により硫黄鉱山の工夫2名が飲み込まれ死亡、負傷者7名、山上施設破損甚大[52][資料 5]。
- 阿蘇山 - 昭和7年12月18日、噴石により負傷者13名[53]。

1933年
- 口永良部島 - 昭和8年12月24日より翌1934年（昭和9年）1月11日にかけて、噴火により七釜集落全焼、死者8名・負傷者26名・家屋全焼15棟・牛馬、山林耕地に大被害[資料 5]。

1934年
- 昭和硫黄島 - 昭和9年9月より翌1935年（昭和10年）3月にかけて昭和硫黄島にて火山活動[資料 12]。9月20日に島東方2kmの海底で噴火、これにより12月に硫黄島新島（昭和硫黄島）が生成される[資料 12]。マグマ噴出量は0.276 DREkm 3、VEI4[資料 12]。

1936年
- 浅間山 - 昭和11年7月29日、噴火により登山者1名死亡、同年10月17日にも噴石により登山者1名死亡[資料 5]。
- 硫黄岳 - 昭和11年10月26日に始まった硫黄岳の火山活動により島が30cm沈下[資料 12]。

1937年
- タブルブル山 - 噴火により死者500名以上[54]。

1938年
- 浅間山 - 昭和13年7月16日、噴石・降灰により登山者若干名死亡、農作物被害[資料 5]。

1940年
- 三宅島 - 昭和15年7月12日、火山弾・溶岩流などにより死者11名、負傷者20名、その他被害大[資料 5]。
- 阿蘇山 - 4月、噴石により負傷者1名[53]。

1941年
- 浅間山 - 昭和16年7月13日、噴石により死者1名、負傷者2名[資料 5]。

1942年
- 北海道駒ヶ岳 - VEIが3に達する噴火、火山サージを観測[29]。

1944年
- 昭和新山 - 昭和19年7月11日、火災サージにより負傷者1名、家屋損壊。8月26日にも降灰による窒息で死者1名、家屋焼失[資料 5]。
- ムラピ山 - 火砕流により60余名死亡、6,000人以上が避難[55]。

1946年
- 桜島 - 昭和大噴火。昭和21年1月30日以降、5月末まで活動継続。多量の溶岩を流出し山林焼失、死者1名[27][56]。

1947年
- 浅間山 - 昭和22年8月14日、噴石により山火事発生、登山者9名死亡[資料 5]。

1949年
- 浅間山 - 昭和24年8月15日、噴火時に登山者が転倒し4名負傷[資料 5]。

1950年
- 浅間山 - 昭和25年9月23日、噴石により登山者1名死亡、負傷者6名。空振で山麓建造物のガラスに被害[資料 5]。

### 1951年 - 2000年まで
1951年
- ラミントン山 - 火砕流により死者2,942名[32][25]。

1952年
- ベヨネース列岩 - 昭和27年9月24日、明神礁の海底噴火により海上保安庁観測船第5海洋丸が遭難、乗員31名全員殉職（第五海洋丸の遭難）[33][資料 5]。

1954年
- ムラピ山 - 1月、死者64名、家屋損壊144戸、牛59頭の被害[31]。

1955年
- 桜島 - 昭和30年10月13日から17日までに8回の爆発・噴火、死者1名・負傷者7名または9名の人的被害および農作物被害。これ以降2001年現在に至るまで断続的に爆発が続く[57][27][資料 4]。

1957年
- 三原山 - 昭和32年10月13日、噴火により火口付近で観光客1名死亡、重軽傷53名[資料 5]。

1958年
- 中岳 - 昭和33年6月24日、噴石により死者12名、負傷者28名、建造物に被害[53][56][資料 5]。
- 大雪山 - 昭和33年7月26日、御鉢平有毒温泉付近で火山性ガスにより登山者2名死亡[資料 5]。

1961年
- ムラピ山 - 5月、死者6名、家屋損壊104戸、牛19頭の被害[31]。
- 大雪山 - 昭和36年6月18日、御鉢平火口底で火山性ガスにより登山者2名死亡[資料 5]。
- 浅間山 - 昭和36年8月18日、噴石により行方不明者1名、耕地に被害[資料 5]。

1962年
- 焼岳 - 昭和37年6月17日、水蒸気爆発による噴石により火口付近の山小屋で負傷者2名[資料 5][資料 10][資料 13]。
- 十勝岳 - 昭和37年6月29日、噴火噴煙12,000メートル上昇、降灰は知床半島、千島列島に達する。大正火口付近にあった硫黄採掘現場宿舎の作業員5名が死亡、負傷者11名。大正火口の採掘がその後中止される[58]。VEIは3[29]。

1963年
- アグン山 - 火砕流などにより死者1,148名[32]。

1964年
- 桜島 - 昭和39年2月3日、爆発。噴石により下山途中の高校生が被災し重軽傷7名[57]。

1965年
- タール山 - ベースサージにより死者150名[59]。

1966年
- 口永良部島 - 昭和41年11月22日、爆発。噴石により負傷者3名、牛被害1頭[資料 5]。

1969年
- ムラピ山 - 1月、噴火・土石流により死者6名、家屋損壊322戸、農地245haの被害[31]。

1973年
- 桜島 - 昭和48年6月1日、爆発。最大でこぶし大の噴石により車100台に被害、負傷者1名[57]。
- 爺爺岳 - 昭和48年7月14日から28日にかけてマグマ水蒸気噴火（ストロンボリ式噴火、サブプリニー式）[資料 14]。VEIは4[29]。根室市でも降灰を観測[29]。

1974年
- 桜島 - 昭和49年6月17日と8月9日の合計で死者8名[資料 4]。
- 新潟焼山 - 昭和49年7月28日、噴石により山頂付近で登山者3名死亡[資料 5]。

1975年
- トルバチク山 - トルバチクの大噴火が1年以上継続、植物は400km2に渡って全滅、噴出物は2kmに飛散、火山性ガスの流速は音速を超え、火山灰の堆積深は7mに達している[60]
。

1977年
- 有珠山 - 昭和52年8月7日9時12分より山頂カルデラ、小有珠斜面からのプリニー式の軽石噴火で始まり[61]、降下火砕物により住宅被害196棟、死者2名[7]。VEIは3[資料 7]。

1978年
- 桜島 - 昭和53年7月29日から8月1日にかけて爆発、火山礫による負傷者3名、自動車・家屋窓ガラス破損、鹿児島県鹿児島市吉野町で停電家屋2,500戸の被害が発生[27][57]。
- 有珠山 - 昭和53年10月24日、前日から続く降雨により山周辺ほぼ全域で発生した土石流により死者2名、行方不明者1名、軽傷2名、家屋被害196棟[39][資料 5][30]。

1979年
- 阿蘇山 - 昭和54年6月13日15時10分に噴煙高度1,500 - 2,000mの噴火[62]。同年9月6日にも爆発的噴火を起こし、噴石により死者3名、重軽傷11名、火口東駅舎被害[53][62][資料 5][56]。12月中旬まで活発な活動が続いた[62]。

1980年
- セントヘレズ山

昭和55年5月18日8時32分（PDT） の山体崩壊により岩屑雪崩と爆風が発生、岩屑雪崩の末端は山頂から28キロメートル地点まで達し、噴煙は上空18,000メートルに達した。火砕流などにより死者57人。
1981年
- 阿頼度山 - VEI4に達する大噴火を観測[29][67]。

1982年
- エルチチョン山 - 火砕流などにより死者1,879名[32]。

1983年
- キラウエア火山 - 1月から始まった[68]噴火による玄武岩質マグマが時速16kmもの速さで斜面を流下した[40]。このような流れやすいマグマは稀で、火口における溶岩温度は摂氏1,100度と見積もられている[40]。
- 三宅島 - 昭和58年10月3日14時頃からの群発地震に続き、15時15分から二男山付近で割れ目噴火が開始[69]。
17時過ぎには約3kmに及ぶ溶岩噴泉を経て20時以降に少数の火口からストロンボリ式噴火[69]。最終的に割れ目は総延長4.5km、火口数は90カ所以上に達し、火山灰が住宅・農地・山林に降り積もり被害を与えた[69]。VEIは3[資料 15]。

1985年
- 桜島 - 昭和60年7月21日、降灰による踏切遮断機誤作動により普通列車と乗用車が衝突事故、負傷者1名[57]。
- ネバドデルルイス火山 - 11月13日の中規模軽石噴火による高温噴出物が山体斜面の万年雪を融解、土石流となって東麓を50キロメートル流下、麓のアルメロ町および近隣町に直撃し死者23,000名以上[70]、負傷者5,485名、崩壊家屋5,680戸、被害者総数17万人[71]。

1986年
- 三原山 - 11月15日17時25分頃、中央縦穴火口南壁から噴火開始、噴煙高度は3,000mに達した[72]。11月15日から19日までの噴出物量は約2,930万トン、11月21日の噴出物量は2,900万トン[73]。全島民約11,000人の島外避難が行われた[74]。VEIは3[資料 16]。
- 桜島 - 11月23日、直径2m、約5tの噴石がホテルを直撃、重軽傷6名。付近の飼料乾燥室全焼[57][資料 5]。

1989年
- 手石海丘 - 平成元年7月13日、静岡県伊東市沖の手石海丘で海底噴火、海底に直径約200mの火口を有する高さ約10mの海底火山が形成[資料 17]。マグマ噴出量は 0.00004 DREkm3、VEIは1[資料 18]。

1990年
- 雲仙岳 - 溶岩ドームの生成・崩壊による火砕流が繰り返し発生し、最盛期には火砕流下約6,000回を数え、1995年2月に噴火収束[36]。1991年（平成3年）5月26日の火砕流で負傷者1名。
- キラウエア火山 - この年と翌1991年の噴火による溶岩流で近在のカラパナ村が壊滅、建造物被害100戸[68]。
- ケルート山 - 30名以上死亡、負傷者数百名[75]。

1991年
- 雲仙岳 - 平成3年6月3日、火砕流などにより報道関係者を中心に遭難、死者43名・行方不明者3名・負傷者9名[76]、建造物被害179棟[76]。2014年の御嶽山噴火が発生するまでは戦後最大の人的被害[77]。
- ピナトゥボ山 - 6月12日に火山噴出物の堆積による建造物倒壊で死者約800人[41]。6月15日13時42分に発生した最大噴火は20世紀最大級とされており、噴煙柱最大高度は成層圏である40kmに達し、火砕流は18km流下、火砕流堆積物総量は48ないし71億m3と推定、噴火直後の温度は摂氏700度、堆積深100mを超えたため山腹の樹木・生物を全滅させた[78]。

1993年
- 雲仙岳 - 平成5年6月23日より翌24日にかけて火砕流により死者1名[79]、多数家屋焼失[39][資料 5][44]。

1994年
- ムラピ山 - 60人以上死亡、森林焼失700ha[31]、約6,000人が避難[41]。
- タブルブル山 / ブルカン火山（英語版） - 同時噴火によりラバウル市が壊滅的被害[80]。直前噴火予測により全住民避難、死者5名[81]。

1995年
- 焼岳 - 平成7年2月11日、南東山麓の工事現場で熱水性の水蒸気爆発発生、作業員4名死亡[資料 5][資料 10]。
- パーカー山（英語版） - 噴火口崩壊により少なくとも死者70名、行方不明者30名[41]。

1997年
- モントセラト島 - 降灰により臨時首都ブレイズが壊滅状態となり、火砕流により20名が死亡または行方不明[41]。

1998年
- 硫黄岳 - 水蒸気爆発と思われる火山性地震を観測したほか、現地調査にて火山灰の放出と東中腹での降灰を確認[資料 12]。
- エトナ火山 - 4カ所の火口から同時噴火、溶岩噴泉と噴煙が続いた[12]。

1999年
- カメルーン山 - 標高1400mの中腹より、大量の溶岩を噴出する割れ目噴火が発生。溶岩流によって、プランテーションが大きな被害を受けた。[82]。

2000年
- 有珠山 - マグマ水蒸気爆発による噴煙は上空3,500mに達し、噴出量は2.2×108kg[83]。噴火を事前に予知し、住民約10,000人を避難させることに成功[33]。VEIは2[29]。
- 三宅島 - 8月18日14時に最大のマグマ水蒸気爆発が発生、噴煙は上空15,000mまで達し、中腹の村営牧場地区で火山岩塊・火山弾により牛15頭の被害[84]、岩脈貫入、海底噴火、カルデラ、火山灰や低温火砕流、火山ガスの放出が同時発生した、有史では前例のない種類の活動[69]。2000年6月から9月にかけての3回の噴火により群発地震およびM6.4の地震が発生、1名死亡[85]。VEIは3[29]、9月12日に計測された噴火口からの二酸化硫黄排出量平均は42万トン/日となっており、世界でも類を見ない[86]。

## 21世紀以降
2001年以降。
2002年
- ニーラゴンゴ山 - 噴火によりゴマ市中心部ほか数カ所が破壊[41]、死者約150名、被災者約60万人[87]。

2006年
- トゥングラウア火山 - 2006年7月18日現在で死者1名・避難者約12,000名にのぼる人的被害、火山所在地近辺の農地・家畜に大きな被害[88]。
- マヨン山 - 8月の噴火により直接被害はなかったものの、その後の台風により中腹の火山泥が流出し死者1,000名以上[38]。

2010年
- エイヤフィヤトラヨークトル - 3月20日から噴火開始、4月14日に噴火[89]。3日間継続した噴煙柱はヨーロッパの大部分に到達し[89]、火山灰による影響を強く受けるジェットエンジンを使用した旅客機を中心に被害が拡大[90]。

- ムラピ山 - 10月26日、死者386人、40万人が避難[41][56]。11月5日に流下した火砕流は山頂より14km先まで到達、多数の死者が出る被害となり、噴火活動は翌月12月3日まで続いた[31]。
- パカヤ火山 - 噴火と熱帯暴風雨により死者・行方不明者165名、被災家屋3万戸、総被災者数10万人[91]。

2011年
- 新燃岳

平成23年2月1日、4回目の爆発的噴火により宮崎県日南市、都城市付近まで降灰し、交通・空路に影響、爆発による空振により軽傷者1名、噴石などによりガラス・太陽光パネル破損945件、噴出量は2,400万トンに及ぶと推定されている。
2014年
- シナブン山 - 2月1日、大規模な噴火による火砕流などで16名死亡、3名負傷[41][49][94][95]。
- ケルート山 - 2月14日、建造物倒壊などにより2名死亡[75]。
- 御嶽山 - 9月27日に水蒸気爆発による噴火。山頂付近の登山者が被災し死者・行方不明者63人で日本の戦後最悪の火山災害[96][97][33]。

2015年
- 口永良部島 - 平成27年5月に発生した噴火により、全島民が避難[98]。
- カルブコ山 - 4月、43年ぶりに噴火[99][100]、54年ぶりに大規模噴火し[99][101]、火山灰が町を覆い尽くし住民数千人が避難した[102]。噴煙は約1万5000メートルに達した[100]。

2016年
- パブロフ山 - アラスカ南西部アリューシャン列島で3月27日に大規模噴火、噴煙は高度1万1,000メートル、火山より640キロメートル北東のアラスカ内陸部まで達した[103]。空の便の一部に影響が発生[103]。
- ポポカテペトル山 - 4月18日に噴火[104]。火山灰の影響によりプエブラ国際空港が一時閉鎖された[104]。
- シナブン山 - 5月21日16時48分に大規模な噴火を起こし、火山から4キロ以内の立ち入り禁止危険地域に指定されていた4村で農作業をしていた一部住人が火砕流に巻き込まれ7人が死亡、2人が重体[95][105]。

2022年
- フンガ・トンガ - 1月15日に噴火、噴煙高度16,000メートル、トンガに80cmの津波、日本国内でも津波警報が発令[106]。1000年に一度の大規模な噴火とも称される[107]。

2023年
- ウラウン山 - 11月20日に噴火、噴煙高度15,000メートル、[108]18世紀に噴火が確認されて以来、これまでに22回以上噴火している。

### 気象庁資料
1. 1 2 3 4 5 6 7 8 9 10  “カルデラ火山一覧” (PDF).  気象庁. 2016年1月23日閲覧。
2. 1 2  “とわだ Towada（青森県・秋田県）”.  気象庁. 2016年1月23日閲覧。
3. ↑  “榛名山（群馬県）”.  気象庁. 2015年5月2日閲覧。
4. 1 2 3 4 5  “桜島 有史以降の火山活動”.  気象庁. 2015年5月1日閲覧。
5. 1 2 3 4 5 6 7 8 9 10 11 12 13 14 15 16 17 18 19 20 21 22 23 24 25 26 27 28 29 30 31 32 33 34 35 36 37 38 39 40 41 42 43 44 45 46 47 48 49 50 51 52 53 54 55 56 57 58 59 60 61 62 63 64 65  “主な火山災害年表” (PDF).  気象庁. 2015年5月2日閲覧。
6. ↑  “九重山 有史以降の火山活動”.  気象庁. 2016年1月23日閲覧。
7. 1 2 3  “有珠山 有史以降の火山活動”.  気象庁. 2018年6月18日閲覧。
8. ↑  “樽前山 有史以降の火山活動”.  気象庁. 2018年6月18日閲覧。
9. ↑  “97.諏訪之瀬島 Suwanosejima” (PDF).  気象庁. 2016年1月23日閲覧。
10. 1 2 3 4 5  “焼岳 有史以降の火山活動”.  気象庁. 2016年1月23日閲覧。
11. ↑  “雑報” (PDF).  気象庁 (1926年1月15日). 2016年1月23日閲覧。
12. 1 2 3 4 5  “薩摩硫黄島 有史以降の火山活動”.  気象庁. 2016年1月23日閲覧。
13. ↑  “焼岳の噴火警戒レベル”.  気象庁. 2015年5月2日閲覧。
14. ↑  “108.爺爺岳 Chachadake（国後島）”.  気象庁. 2016年1月23日閲覧。
15. ↑  “三宅島 有史以降の火山活動”.  気象庁. 2018年6月18日閲覧。
16. ↑  “伊豆大島 有史以降の火山活動”.  気象庁. 2018年6月18日閲覧。
17. ↑  海上保安庁 (1989年8月20日). “伊東沖海底火山（手石海丘）の噴火（1989.7.13）前後の海底地形変化” (PDF).  気象庁. 2016年1月23日閲覧。
18. ↑  “57.伊豆東部火山群” (PDF).  気象庁. 2016年1月23日閲覧。pp.888.

。